# 239e division d'infanterie (Allemagne)
Pour les articles homonymes, voir 239e division.
La  239e division d'infanterie (en allemand : 239. Infanterie-Division ou 239. ID) est une des divisions d'infanterie de l'armée allemande (Wehrmacht) durant la Seconde Guerre mondiale.

## Historique
La 239. Infanterie-Division est formée le 26 août 1939 à Oppeln dans le Wehrkreis IX avec du personnel de la Landwehr en tant qu'élément de la 3. Welle (3e vague de mobilisation).
D'abord division de réserve au sein de l'Heeresgruppe Sud, elle participe à l'invasion de la Pologne, puis celle de la France avec la 7. Armee du Heeresgruppe C avant d'être envoyée en Roumanie pour la protection des champs pétrolifères. Elle est transférée en juillet 1941 sur le Front de l'Est dans le Sud de la Russie.
Elle combat avec la 6. Armee à Kiev et à Charkov. Elle est détruite dans le secteur d'Olssian et dissoute en décembre 1941.
Son état-major forme en mars 1942 l'état-major de la 294e division d'infanterie (Allemagne).

## Organisation

### Commandants
| Date                                 | Grade                  | Commandant        |
| ------------------------------------ | ---------------------- | ----------------- |
| 1er septembre 1939 - ? décembre 1941 | General der Infanterie | Ferdinand Neuling |

### Officiers d'opérations (Generalstabsoffiziere (Ia))
| Date                                | Grade               | Commandant       |
| ----------------------------------- | ------------------- | ---------------- |
| ? 1939 - Septembre 1939             | Oberst i.G.         | Bruno Ortner     |
| 7 septembre 1939 - 29 novembre 1939 | Oberstleutnant i.G. | Kurt Lottner     |
| Janvier 1940 - août 1940            | Major i.G.          | Georg von During |
| ? août 1940 - Avril 1941            | ?                   | ?                |
| 1er avril 1941 - 23 mars 1942       | Major i.G.          | Theodor Mehring  |

## Théâtres d'opérations
- Pologne : septembre 1939 - juin 1940
  - 1er septembre au 6 octobre 1939 : Campagne de Pologne
- Allemagne : juin 1940 - mai 1941
- Front de l'Est, secteur Sud : mai 1941 - Décembre 1941

## Ordres de bataille
- Infanterie-Regiment 327
- Infanterie-Regiment 372
- Infanterie-Regiment 444
- Artillerie-Regiment 239
  - I. Abteilung
  - II. Abteilung
  - III. Abteilung
  - IV. Abteilung
- Pionier-Bataillon 239
- Feldersatz-Bataillon 239
- Panzerabwehr-Abteilung 239
- Aufklärungs-Abteilung 239
- Infanterie-Divisions-Nachrichten-Abteilung 239
- Infanterie-Divisions-Nachschubtruppen 239